# 松本寧至
松本 寧至（まつもと やすし、1931年2月12日 - 2022年6月30日）は、日本の国文学者。二松学舎大学名誉教授。

## 人物・来歴
群馬県生まれ。1955年大正大学大学院満期退学。1981年「中世女流日記文学の研究 とはずがたりを中心として」で大正大学より文学博士の学位を取得。大正大学文学部助教授、二松学舎大学教授、2002年定年退任、名誉教授。
伊勢崎市の法光寺住職。
2009年11月瑞宝中綬章受章。

## 著書
- 『とはずがたりの研究』桜楓社、1971
- 『中世女流日記文学の研究』明治書院、1983
- 『物語・日記文学論考』桜楓社、1984　国語国文学研究叢書
- 『中世宮廷女性の日記 『とはずがたり』の世界』中公新書 1986
  - 『女西行 とはずがたりの世界』勉誠出版〈勉誠新書〉、2001
- 『建礼門院右京大夫 追憶に生きる』新典社、1988　日本の作家
- 『越し人慕情発見 芥川竜之介』勉誠社、1995
- 『日本古典文学の仏教的研究』和泉書院、2001
- 『流離抄』勉誠出版〈遊学叢書〉、2001

## 共編
- 『日本奇談逸話伝説大事典』志村有弘共編　勉誠社、1994
- 『中世文学の諸問題』2000　新典社研究叢書
- 『日本文学の創造と展開 近現代篇』監修 今西幹一編　勉誠出版、2001

## 校注・訳
- 中院雅忠女『とはずがたり』訳注　1968　角川文庫
- 竹向『竹むきが記』校　古典文庫、1970
- 『錦木物語』編　古典文庫、1973
- 『續豐山全書 第20卷　外典部』永井義憲監修 清水宥聖共編　續豐山全書刊行會　1975